# Энтони Маскаренхас
Энтони Маскаренхас (англ. Anthony Mascarenhas) — британский журналист индийского происхождения, пакистанской газеты «Карачи морнинг ньюс» и корреспондент лондонской «Санди таймс». Известен своими публикациями о преступлениях пакистанских военных, совершенных ими во время войны за независимость Восточного Пакистана. Диссидент. Лауреат премии Гранады Джеральда Барри (1972).

## Биография
Энтони Маскаренхас родился 10 июля 1928 в Белгауме, Британская Индия. Воспитывался семье гоанских католиков, получил образование в Карачи.
Работал помощником редактора пакистанской газеты «Карачи морнинг ньюс». Вскоре после начала войны в Восточном Пакистане был командирован центральным правительством Пакистана для написания репортажа о «возвращении к нормальной жизни» в этих районах, а также для отображения действий пакистанской армии, «расправляющейся с мятежниками». Однако Энтони Маскаренхас написал то, что увидел в действительности. В результате он был вынужден вместе с семьей покинуть страну.
Был женат на Ивонн Маскаренхас, имел пятерых детей. Умер 3 декабря 1986 года.